# Lynnville (Iowa)
Lynnville é uma cidade localizada no estado americano de Iowa, no Condado de Jasper.

## Demografia
Segundo o censo americano de 2000, a sua população era de 366 habitantes.
Em 2006, foi estimada uma população de 383, um aumento de 17 (4.6%).

## Geografia
De acordo com o United States Census Bureau tem uma área de
1,6 km², dos quais 1,6 km² cobertos por terra e 0,0 km² cobertos por água.

## Localidades na vizinhança
O diagrama seguinte representa as localidades num raio de 20 km ao redor de Lynnville.